# منزل بلي مانور المسكون
منزل بلي مانور المسكون (بالإنجليزية: The Haunting of Bly Manor) هو مسلسل رعب خارق للطبيعة أمريكي من إنشاء مايك فلاناغان لصالح نتفليكس، مستوحى قليلاً من رواية دورة اللولب لـهنري جيمس. المسلسل هو الإصدار الثاني ضمن سلسلة The Haunting بعد مسلسل سنة 2018 ذا هانتينج أوف هيل هاوس. بلي مانور من بطولة فيكتوريا بيدريتي،أوليفر جاكسون كوهين وهنري توماس.
صدر يوم 9 أكتوبر 2020 على نتفليكس.